# Ganzaca
Ganzaca, referida em grego e latim como Gaza, Gazaca, Agazaca, Gauzaca e Ganzaga (em grego: Γάζακα; romaniz.: Gázaka), e em árabe como Janza ou Jaznaque, foi uma cidade antiga fundada pelo Império Aquemênida no Azerbaijão iraniano.

## História

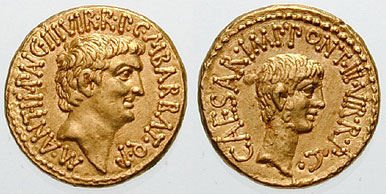
Áureo de Marco Antônio e Otaviano

O nome de Gazaca, uma variante meda do persa gazn-, significava "tesouro" e foi incorporado no uso administrativo persa. Como outras cidades de nome similar como Gásni no Afeganistão e Gaziura na Capadócia Pôntica, provavelmente foi a sede dum sátrapa. Pouco se conhece do Azerbaijão aquemênida, sendo provável que Ganzaca estivesse situada nas principais terras férteis ao sul do lago Úrmia. Seu sítio foi identificado por V. Minorsky, K. Schippmann e M. Boyce com ruínas descobertas próximo de Lailã, na planície de Miandoab. Presumivelmente foi escolhida como capital de Atropates, o fundador da Média Atropatene, e seus descendentes, e parece que Adur Gusnas, o principal templo de fogo medo, foi estabelecido por ele na colina próxima. Mais tarde, Adur Gusnas tornou-se intimamente relacionado à Ganzaca e o lago Úrmia, todos os três tornando-se rota de peregrinação.

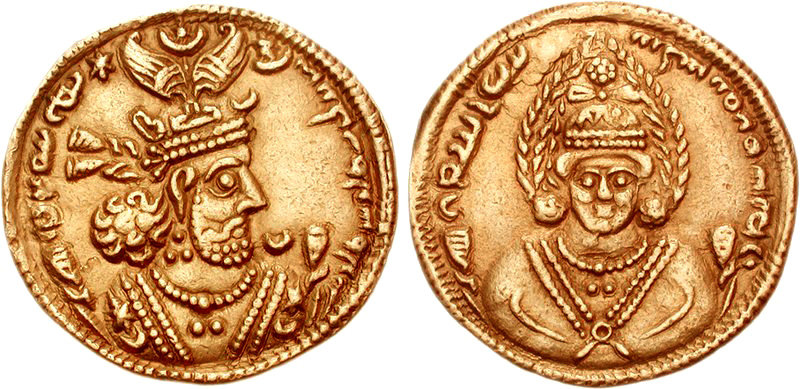
Dinar de ouro de r.

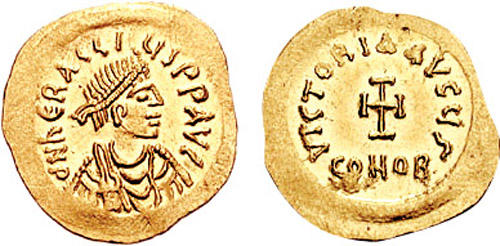
Tremisse de Heráclio r.

Mais adiante, a Média Atropatene tornou-se um reino vassalo do Império Parta. A primeira menção histórica a Ganzaca ocorre em Estrabão, quando cita a expedição parta de Marco Antônio em 36 a.C.. Na Geografia de Ptolemeu há uma referência a "Zazaca", comumente relacionada a Ganzaca. Plínio, o Velho nomeia uma cidade chamada "Gaza" em Atropatene, e Amiano Marcelino chama "Gazaca" uma das três grandes cidades medas. Ganzaca é citada no texto parta tardio As Capitais Provinciais do Irã (Šahrestānīhā ī Ērānšahr) como uma das duas cidades do Azerbaijão à época; provavelmente a outra seria Ardabil. No começo do século V, Adur Gusnas foi transferido ao Trono de Salomão, onde os sacerdotes mantiveram a ligação com Úrmia ao nomearem o lago do topo da colina com o título coloquial Chez/Chiz (Šēz/Šīz). Uma cidade chamada Chiz cresceu nas imediações, e devido a associação histórica com Ganzaca, por vezes houve confusão nas fontes escritas.
Durante o período sassânida tardio, a cidade esteve envolvida em dois episódios da história sassânida. Em 591, Cosroes II (r. 590–628) derrotou o rebelde Vararanes VI (r. 590–591) na Batalha do Blaratão, perto de Ganzaca, e em 628, em meio a guerra bizantino-sassânida em curso, a cidade foi conquistada pelo imperador Heráclio (r. 610–641), que relatou que era uma grande cidade, com cerca de três mil cavalos. Ela sobreviveu durante o período islâmico, sendo mencionada pela última vez no século XII/XIII por Iacute como "uma pequena cidade razoavelmente florescente no Azerbaijão, próximo a Magara, onde estão para serem vistas ruínas de edifícios construídos pelos antigos reis da Pérsia, e um templo de fogo". Se esta era a situação na época de Iacute, e quando e por quem Ganzaca foi devastada, é desconhecido. No século XIV, Handalá Mustaufi relata a cidade sucessora de Lailã/Nilã, então habitada por mongóis.